# Grad (Brus)
Grad (em cirílico: Град) é uma vila da Sérvia localizada no município de Brus, pertencente ao distrito de Rasina. A sua população era de 77 habitantes segundo o censo de 2011.

## Demografia
| 1948 | 1953 | 1961 | 1971 | 1981 | 1991 | 2002 | 2011 |
| ---- | ---- | ---- | ---- | ---- | ---- | ---- | ---- |
| 156  | 168  | 148  | 149  | 133  | 97   | 97   | 77   |